# 奧利圖歐
奧利圖歐（Olitiau，又譯歐利提亞）是一種生存于非洲喀麥隆的神秘生物，它通常被認爲是某種巨型蝙蝠或飛行爬行動物。Olitiau這個名字可能來自Ipulo語（Ipulo language）中的“Ole ”與“ Ntya”的融合，這是惡魔儀式舞蹈中的面具名稱。這個名字在Ipulo語可能指如惡魔一般，而非生物本身。

## 描述
據説奧利圖歐的翼展達6-12英尺（1.8-2.7米）。身體爲黑色，翅膀則爲紅色或深棕色。奧利圖歐的下顎有著2英寸（50毫米）長的鋸齒狀牙齒，每個牙齒有著相等的間距。

## 目擊
生物學家伊万·桑德森（Ivan T. Sanderson）聲稱1932年與同伴杰拉德·罗素（Gerald Russell）在喀麦隆南部尋找錘頭果蝠時曾遭遇過奧利圖歐，他將其稱爲“所有蝙蝠的始祖”（the granddaddy of all bats）。該目擊也常被認爲可能是康加瑪托。

## 理論
目前奧利圖歐已有數個解釋，列舉如下：
- 錘頭果蝠的翼展在所有非洲蝙蝠中是最大的，高達3英尺（0.9米）。這個可能是一隻巨型錘頭果蝠，近距離的瞬間目擊時，錯誤判斷它的體型。
- 蝙蝠，如錘頭果蝠中的某個個體異常生長，會變得比平均體型更大。
- 未知蝙蝠種類，動物學家卡尔·舒克（Karl Shuker）與桑德森（Sanderson）認爲奧利圖歐可能屬於小蝙蝠。
- 幸存的翼龍：現代古生物學的研究表明，一些翼龍可能有著名爲"Pycnofibers"的類似毛髮的組織。[4]

## 流行文化
動物星球頻道2008年播出的電視節目《怪獸檔案》第7集“Cave Demon”中以奧利圖歐爲主題，它被塑造爲一隻巨型蝙蝠。但值得注意的是，影片中的奧利圖歐被描述來自阿富汗的托拉波拉洞穴（Tora Bora）而非喀麥隆。